# Килкелли

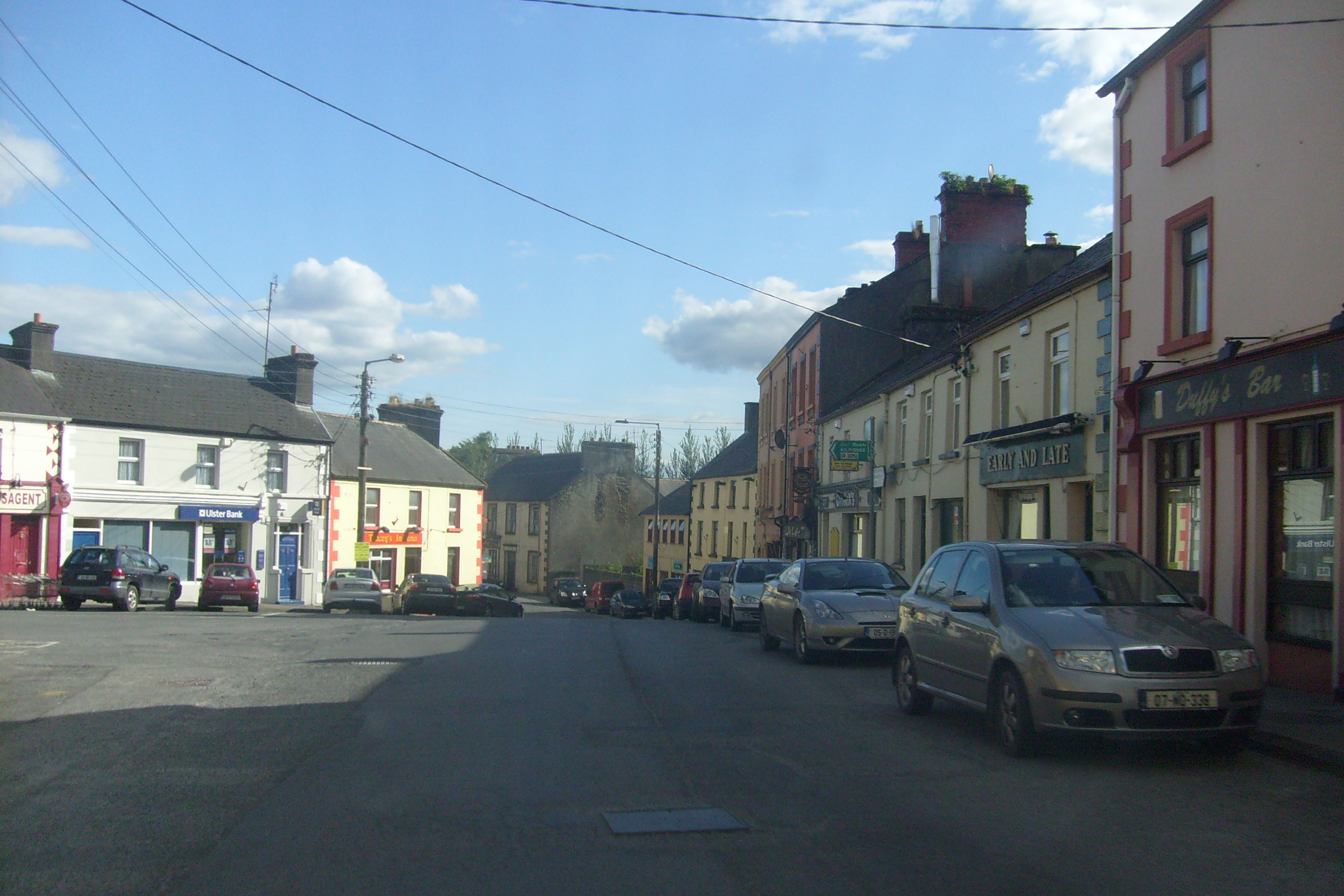

Килкелли (англ. Kilkelly; ирл. Cill Cheallaigh) — деревня в Ирландии, находится в графстве Мейо (провинция Коннахт).
Килкелли упоминается в песне Петера Джонса «Kilkelly, Ireland», описывающей переписку между эмигрировавшим из семьи сыном и его отцом.

## Демография
Население — 389 человек (по переписи 2006 года). В 2002 году население было 230 человек.
Данные переписи 2006 года:
| Общие демографические показатели |               |                               |                               |      |      |
| Всё население                    | Всё население | Изменения населения 2002—2006 | Изменения населения 2002—2006 | 2006 | 2006 |
| 2002                             | 2006          | чел.                          | %                             | муж. | жен. |
| 230                              | 389           | 159                           | 69,1                          | 210  | 179  |